# Pseudacrossus subsericeus
Pseudacrossus subsericeus är en skalbaggsart som beskrevs av Ernst Ballion 1878. Pseudacrossus subsericeus ingår i släktet Pseudacrossus och familjen Aphodiidae. Inga underarter finns listade i Catalogue of Life.